# Borrowing-Base-Finanzierung
Im Zusammenhang mit Unternehmensfinanzierungen spricht man von einer Borrowing-Base-Finanzierung, wenn ein Kreditgeber dem Kreditnehmer im Rahmen einer Finanzierung seines Umlaufvermögens revolvierend liquide Mittel zur Verfügung stellt und dabei die maximal mögliche Ausnutzung eines zugesagten Rahmens an die Bestände des Umlaufvermögens (englisch borrowing base) des Kreditnehmers koppelt. Diese Bestände werden üblicherweise, aber nicht zwingend, als Sicherheit für den Kredit herangezogen. Im Kreditvertrag werden eine Reihe von Aktiva des Umlaufvermögens definiert, die – mit einem ebenfalls definierten Prozentsatz bewertet – den Borrowing Base Value ergeben. Dieser legt für ein definiertes Zeitintervall die Obergrenze der Ziehungsmöglichkeit aus dem vereinbarten Kreditrahmen fest. 
Die Berechnungsmethode des Borrowing Base Value wird im Kreditvertrag individuell definiert: Ausgehend von den zugrunde zu legenden Beständen des Umlaufvermögens (üblich sind hier Roh-, Hilfs- und Betriebsstoffe, unfertige und fertige Leistungen sowie die Forderungen aus Lieferungen/Leistungen), wird festgelegt, welcher prozentuale Abschlag in der jeweiligen Assetklasse Anwendung findet. Ferner kann vereinbart werden, dass bestimmte Assetklassen nach einem bestimmten Zeitraum (z. B. Überschreiten einer gewissen Lagerdauer) oder Ereignis (z. B. Überfälligkeit von Forderungen) nicht mehr in die Berechnung einfließen sollen.